# Aloe falcata
Aloe falcata är en grästrädsväxtart som beskrevs av John Gilbert Baker. Aloe falcata ingår i släktet Aloe och familjen grästrädsväxter. Inga underarter finns listade i Catalogue of Life.

## Bildgalleri

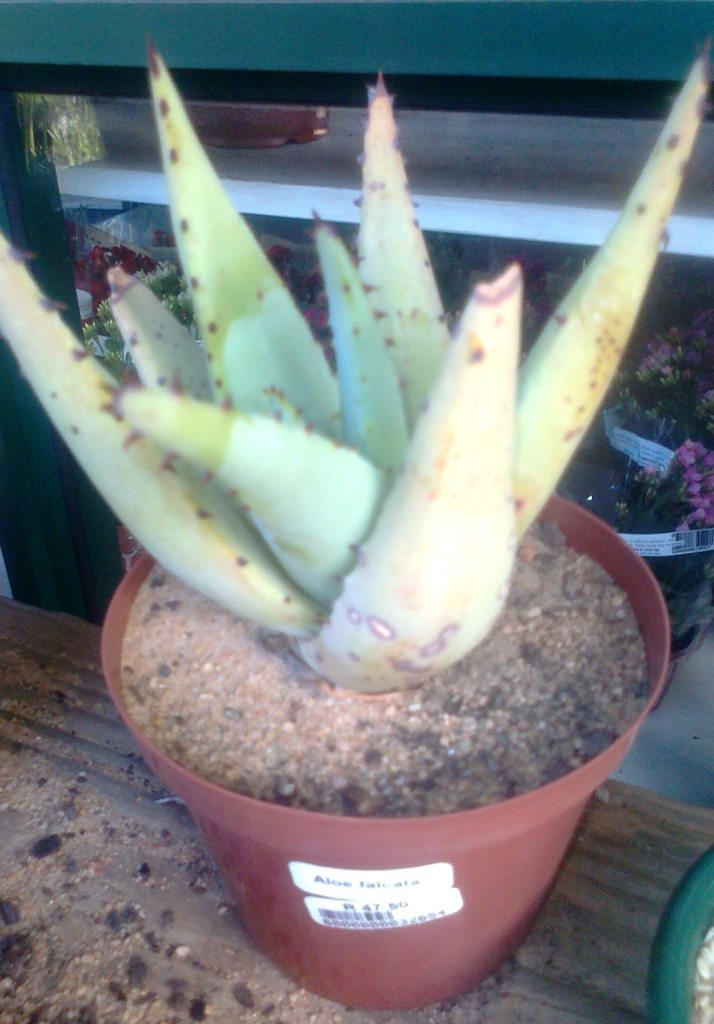